# Дарфи, Ольга
О́льга Да́рфи (род. в Ленинграде, РСФСР, СССР) — российский режиссёр документального кино и театра, сценарист, продюсер, журналист.

## Биография
Окончила медицинское училище № 9 (Санкт-Петербург). Училась в РГГУ (Москва). В 2000 году закончила ВГИК (режиссура игрового фильма, мастерская Владимира Хотиненко).
2004 год — «Трезвый PR, часть первая Штрих» о внутренних противоречиях российского политического пиар-сообщества в начале XXI века. Выполнен в технологии вербатим. Поставлен в Театр DOC. Совместно с драматургом Екатериной Нарши проинтервьюировали около пятнадцати ведущих на тот момент политических консультантов (интервью анонимные).
2005 — Театр. Doc, семинары по драматургии, мастер — Людмила Петрушевская.
В 2011—2012 годах участник проекта театра «Практика» Человек DOC. Документальная пьеса «Смутный субъект разведки или Чистая вата» (сделана по интервью сотрудников Лубянки и оперуполномоченных отдела по борьбе с экстремизмом).
В 2012 году идея Дарфи снять документальный фильм о первом глобальном российском рэйве «Гагрин-парти» (1991) заняла первое место на документальном фестивале музыкальных фильмов «Beat Film festival». Сценарием заинтересовалась французская компания Petit a Petit Production, которая и сняла фильм по нему.  
Работала на телевидении в качестве режиссера сериалов, сценариста, креативного продюсера, исполнительного и линейного продюсера. В качестве журналиста сотрудничала с журналами «Культура», «Коммерсант», «Бюро 24/7», «Mix.mag», «Москвич.маг». Работала как копирайтер (агентство «Родная речь»).
Один из организаторов фестиваля женского документального кино «8 Марта». Участник фестиваля «Новая Драма», «Любимовка».
В 2022 году опубликовала в издании «Москвич.маг» репортаж из оккупированного Мариуполя, который после критики со стороны журналистского сообщества был удалён с сайта.

## Творчество

### Кинематограф
- Курсовые работы «Айлостера», «Snoop», «Коррида».
- 2000 — Дипломный фильм «Лабиринт» (отмечен наградами фестиваля студенческого кино «Святая Анна» и фестиваля Worldfest)[6].
- 2001 — Фильм «Хакер» (для программы «Независимое расследование», ТВ-6).
- 2003 — документальный сериал «25 российских писателей» (канал «Культура»).
- 2005 — Документальный фильм о наркотической агонии Высоцкого «Смерть поэта. 205 дней» (55 мин., РТР, студия «Вертов и Ко», автор и продюсер — Виталий Манский)[7][8].
- 2008 — «Калейдоскоп», мистическая драма, студия RWS. В главных ролях — Андрей Кузичев, Мария Беккер, Анфиса Чехова.
- 2009 — Документальный фильм «В ожидании Вано». Снимала сразу после войны. Одна. Без бюджета. смотреть здесь — https://vimeo.com/62205306
- 2012 — проект «Не прости, не пропусти» (инструкции для наблюдателей на выборах; креативный продюсер и режиссёр)[9]. Номинация на премию газеты «Московские новости» «Поступок года »Премия «Московских новостей». Московские новости. Дата обращения: 19 июня 2023. Архивировано 31 января 2013 года..
- 2017 — Документальный фильм «Я — Гагарин» (студия Petit a Petit Production, Франция, 60 минут), история о начале русского рэйва и легендарной вечеринке «Гагарин-парти» (проходила в 1991 году в павильоне «Космос», ВДНХ). Номинация на национальную премию «Лавр»[10][11]

### Театр
- 2002 — Имидж — о девушках, больных анорексией. Пьеса — номинант венского фестиваля «Ночь с театром».
- 2003 — Штрих (Трезвый PR), о методах политтехнологии, поставлена в театре DOC
- 2010 — Смутный субъект разведки или Чистая вата (поставлена в театре «Практика»)[12]
- 2011 — Победа Антонины (участник фестиваля «Любимовка»)
- 2012 — Каждый день (участник фестиваля «Любимовка»)
- 2013 — Привкус манифеста.